# 竹葉青酒
竹叶青酒，是以汾酒为基酒制成的一种露酒，“竹叶青酒”商标由山西杏花村汾酒厂持有。

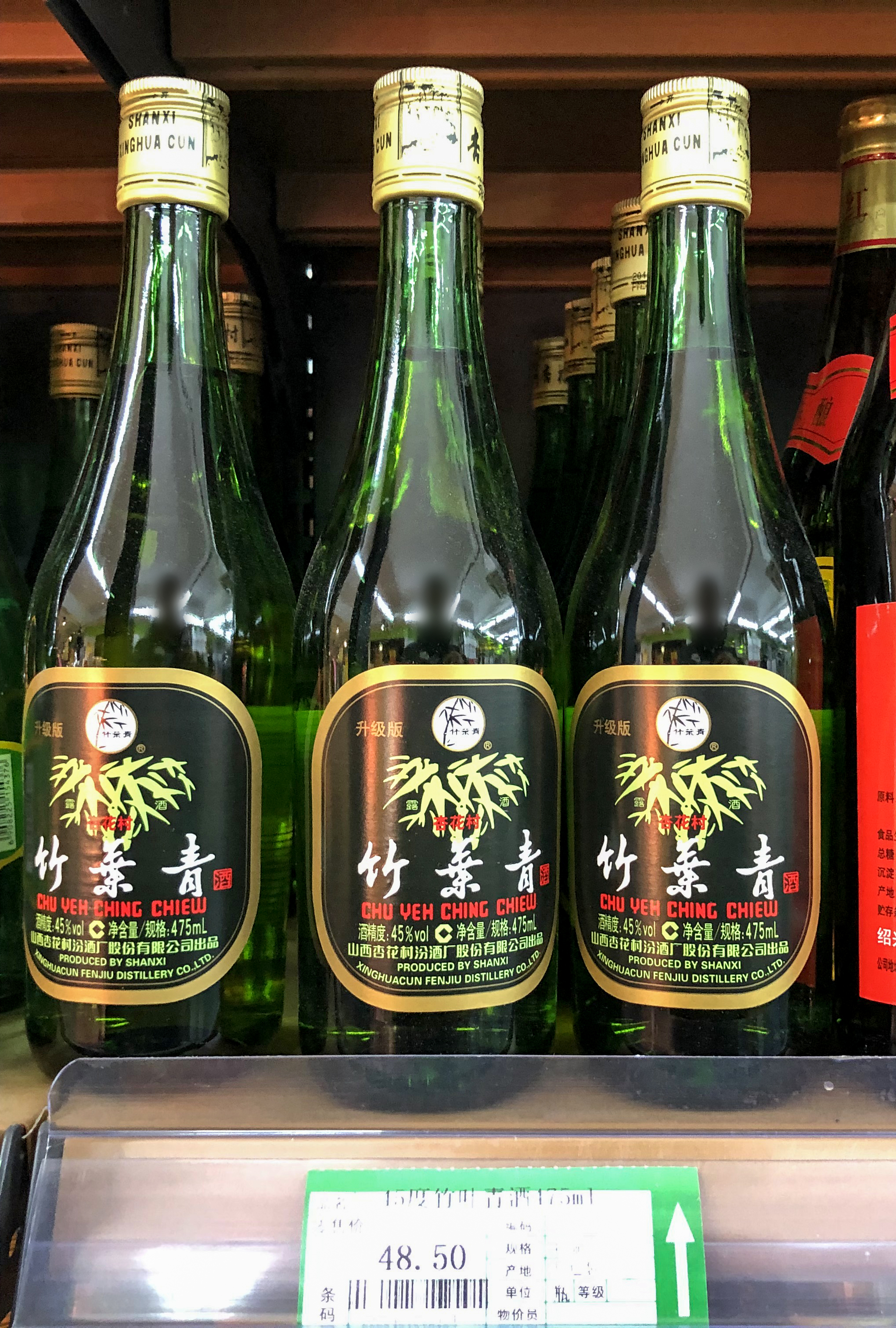
玻璃瓶装竹叶青酒

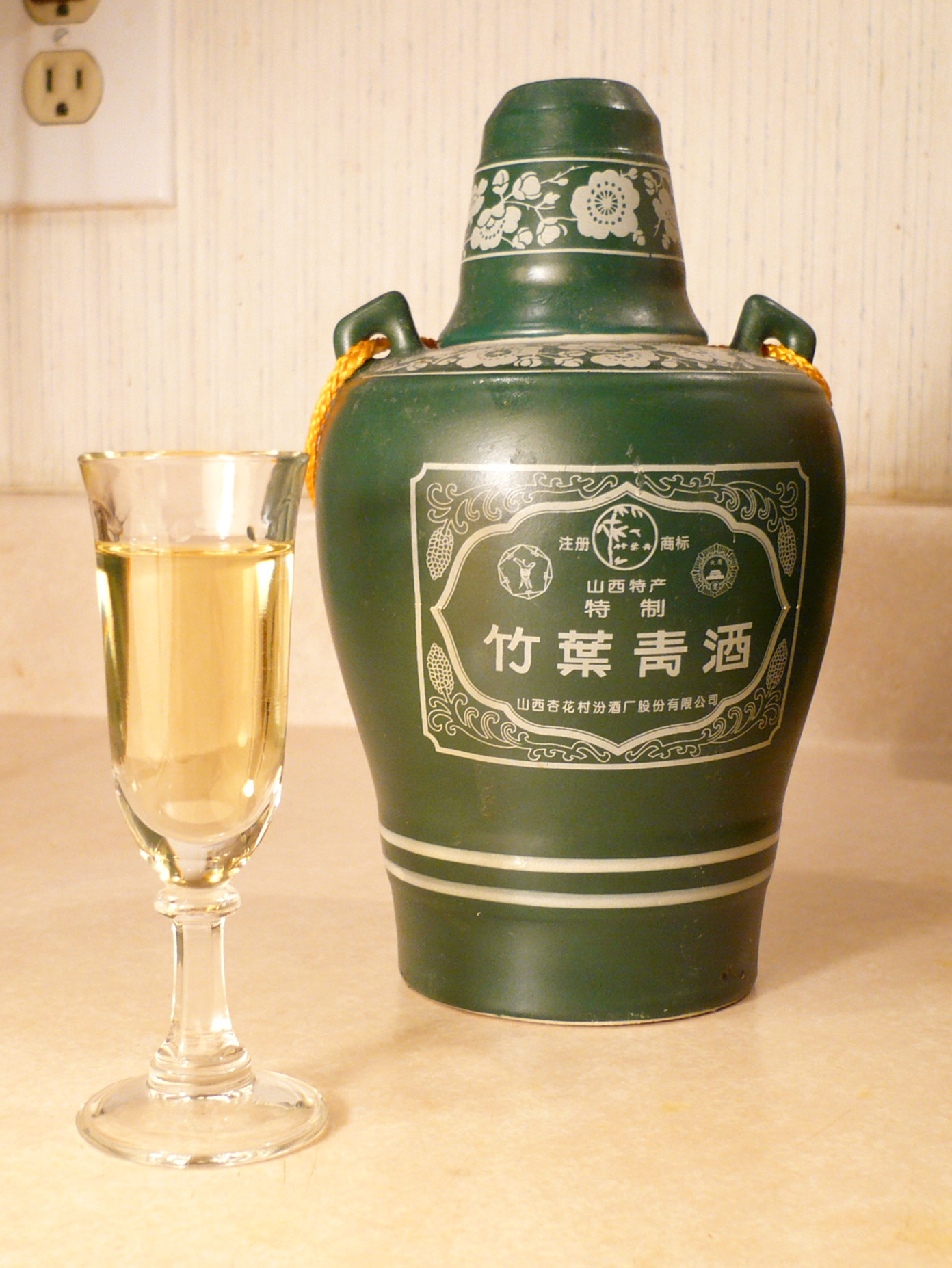
坛装竹叶青酒

## 概述
竹叶青酒具有金黄微带竹叶的青碧色和口感温和清新的特色，再添加砂仁、紫檀、当归、陈皮、公丁香、零香、广木香等十余种中药材以及冰糖、雪花白糖、蛋清等配方，精制陈酿而成，该酒具有性平暖胃、舒肝益脾、活血补血、顺气除烦、消食生津等多种功效。曾连续三届被评为国家名酒。酒度：28、38、45度。注册商标：杏花村、长城、古井亭、竹叶青。